# Redenhall
Redenhall – wieś w Anglii, w Norfolk. Leży 15,5 km od miasta Diss, 24,2 km od Norwich i 139 km od Londynu. W latach 1870–1872 miejscowość liczyła 434 mieszkańców.
Redenhall jest wspomniana w Domesday Book (1086) jako Rada(na)halla/Radenhala/Redanaha(lla).